# 塞爾維亞與蒙特內哥羅在歐洲歌唱大賽之歷年表現
塞爾維亞與蒙特內哥羅（簡稱塞蒙）參加了歐洲歌唱大賽共兩次，分別是2004年和2005年。該國的首次亮相就取得了最佳成績，由澤里科·約克西莫維奇演唱的歌曲《我的愛人》 "Lane moje" 獲得第二名。第二年，該國代表無名氏樂團的歌曲《永遠的我》 "Zauvijek moja" 獲得第七名。繼2006年蒙特內哥羅獨立公投後，塞爾維亞和蒙特內哥羅於2007年各自以獨立國家的名義參加比賽。

## 歷史
南斯拉夫包括當今塞爾維亞和蒙特內哥羅的領土，於1961年首次參賽，與西班牙和芬蘭成為第14個參賽國。該國的最佳成績展現於1989年，當時南斯拉夫代表里瓦樂團的《搖啊搖》 "Rock Me" 獲勝。南斯拉夫在1992年以前一直定期參加比賽，除了1977年至1980年以及1985年。在1992年的比賽中，由於南斯拉夫解體，塞蒙代表南斯拉夫聯盟共和國參賽。由於聯合國制裁南斯拉夫內戰，南斯拉夫聯盟共和國被禁止參加1993年的比賽。這標誌長達十年的領土爭奪戰的開始。
2002年，塞蒙申請參加2003年的比賽，但歐洲廣播聯盟決定如果該國參加將有太多參賽國降級後，因此無法參加。 塞爾維亞廣播電視台（RTS）舉辦了一場比賽，名為《2003年貝奧維茲亞音樂會》，作為明年4月12日至14日舉行的歐洲歌唱大賽評選的“預選賽”。獲勝者是托什·普羅葉斯基的《你是誰？》 "Čija si" 。第二年，普羅葉斯基將繼續代表他的祖國馬其頓參賽。
最終，塞蒙在2004年的比賽中首次亮相，由澤里科·約克西莫維奇演唱的歌曲《我的愛人》 "Lane moje" ，在預賽中獲得第一名及決賽第二名。 這首歌在許多歐洲歌唱大賽的粉絲中很受歡迎，並且經常被評為最佳未獲獎歌曲之一。
第二年，該國代表無名氏樂團的歌曲《永遠的我》 "Zauvijek moja" 獲得第七名。 這兩個參賽作品都是通過電視轉播的國內選拔比賽Evropesma選出的。在雅典的2006年比賽中，無名氏樂團幾乎再次成為國內選拔參賽者，但是自從他們2005年贏得 Evropesma 以來，由於蒙特內哥羅廣播電視陪審團的戰術投票指控而存在爭議，並且自2006年投票以來重複這一點，公共廣播電視聯盟（UJRT）沒有就再次派他們參加比賽達成一致。2006年3月20日，塞蒙正式退出2006年歐洲歌唱大賽。然而，該國確實參加了對獲勝者的決賽投票。 2006年的預賽轉播沒有在蒙特內哥羅播出，因此塞蒙的投票僅來自塞爾維亞。
2006年6月，蒙特內哥羅就宣布獨立即解散國家聯盟進行全民公投後，兩國分別向2007年歐洲歌唱大賽提出了參賽作品。蒙特內哥羅首次作為獨立國家參賽並派出了史蒂文·法迪，而塞爾維亞則派出了瑪麗亞·舍里福維奇作為首次參賽者. 她的歌曲《祈禱者》 "Molitva" 最終為塞爾維亞贏得了比賽，次年將2008年的比賽帶到了該國首都貝爾格勒。

## 參賽者
| 1 | 冠軍                       |
| 2 | 亞軍                       |
| ◁ | 墊底                       |
| X | 參賽者有意參賽，但未參賽。 |

| 年分 | 演出者                   | 歌曲名稱                                     | 語言                     | 決賽                     | 得分                     | 預賽                     | 得分                     |
| ---- | ------------------------ | -------------------------------------------- | ------------------------ | ------------------------ | ------------------------ | ------------------------ | ------------------------ |
| 2004 | 澤里科·約克西莫維奇      | 《我的愛人》 "Lane moje" (Лане моје)         | 塞爾維亞語               | 2                        | 263                      | 1                        | 263                      |
| 2005 | 無名氏樂團               | 《永遠的我》 "Zauvijek moja" (Заувијек моја) | 蒙特內哥羅語             | 7                        | 137                      | 排名前12位，獲得決賽資格 | 排名前12位，獲得決賽資格 |
| 2006 | 退賽，但仍保留投票權。 X | 退賽，但仍保留投票權。 X                     | 退賽，但仍保留投票權。 X | 退賽，但仍保留投票權。 X | 退賽，但仍保留投票權。 X | 24 ◁                     | 不適用                   |

## 獎項

### 馬塞爾·貝桑松獎
| 年份 | 類別     | 歌曲                                         | 創作者 作曲家/作詞家                                                             | 表演者              | 排名 | 分數 | 主辦城市 | 參考文獻 |
| ---- | -------- | -------------------------------------------- | -------------------------------------------------------------------------------- | ------------------- | ---- | ---- | -------- | -------- |
| 2004 | 新聞獎   | 《我的愛人》 "Lane moje" (Лане моје)         | 澤里科·約克西莫維奇（作曲家），萊昂蒂娜·武科馬諾維奇（作詞家）                   | 澤里科·約克西莫維奇 | 2    | 263  | 伊斯坦堡 | [ 7 ]    |
| 2005 | 作曲家獎 | 《永遠的我》 "Zauvijek moja" (Заувијек моја) | 斯拉文·克內佐維奇（Slaven Knezović，作曲家），米蘭·佩里奇（Milan Perić，作詞家） | 無名氏樂團          | 7    | 137  | 基輔     | [ 7 ]    |